# Choeteprosopa cyanea
Choeteprosopa cyanea là một loài ruồi trong họ Tachinidae.